# Cleverbot
Cleverbot é um chatterbot que aprende como imitar conversas humanas através de conversas com os próprios humanos. Ele foi criado pelo veterano de inteligência artificial Rollo Carpenter, que já havia criado outros aplicativos para a web similares. Em sua primeira década de existência após ter sido criado em 1988, Cleverbot teve milhares de diálogos com seu criador e associados. Desde que foi lançado na internet em 1997, o número acumulado de conversas que o Cleverbot teve supera 20 milhões.
Cleverbot se diferencia dos chatterbots tradicionais nos quais os usuários não mantém uma conversação direta com o bot, que apenas envia uma resposta do arquivo baseado em palavras lidas da mensagem escrita pelo usuário. Ao invés disso, o Clever bot usa um algoritmo que seleciona uma frase anteriormente já escrita para ele por um humano de sua base de dados. É afirmado que conversar com o Cleverbot é um pouco como conversar com a comunidade da internet.
Cleverbot foi destaque no The Gadget Show em março de 2011 e no Radiolab em maio do mesmo ano.